# War Resisters League
War Resisters League (WRL) är den äldsta sekulära fredsorganisationen i USA. Organisationen grundades 1923 av aktivister som arbetat mot Första världskriget.
WRL är ansluten till War Resisters' International, och är än idag en framträdande röst i USA:s radikala fredsrörelse. Sedan organisationen grundades har den arbetat för fred under bland annat Andra världskriget, Vietnamkriget, kärnvapenupprustning, och krigen i Irak och Afghanistan. WRL samarbetar också med feministiska, queera och antirasistiska organisationer för att arbeta mot våld i samhället.
Mellan 1983 och 2015 gav WRL ut tidningen Nonviolent Activist / WIN: Through Revolutionary Nonviolence, en gång i kvartalet.
Kända medlemmar: David Dellinger, Barbara Deming, Richard Gregg, Ammon Hennacy, Nat Hentoff, David McReynolds, Grace Paley, Bayard Rustin, Upton Sinclair, Anna Strunsky, med flera. 